# Orsotriaena medus
Orsotriaena medus är en fjärilsart som beskrevs av Fabricius 1775. Orsotriaena medus ingår i släktet Orsotriaena och familjen praktfjärilar. Inga underarter finns listade i Catalogue of Life.

## Bildgalleri

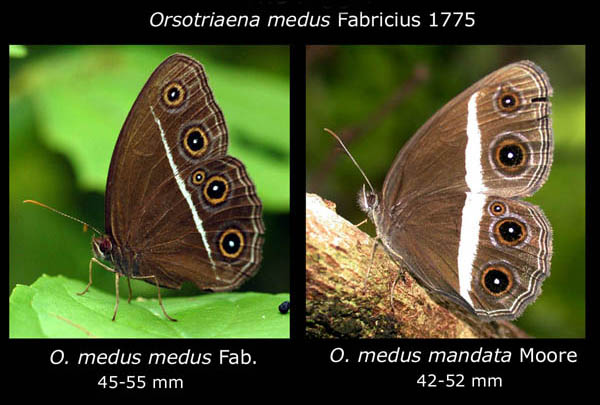
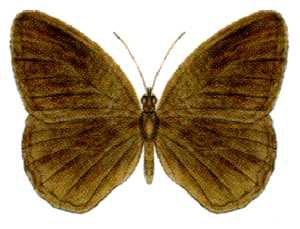
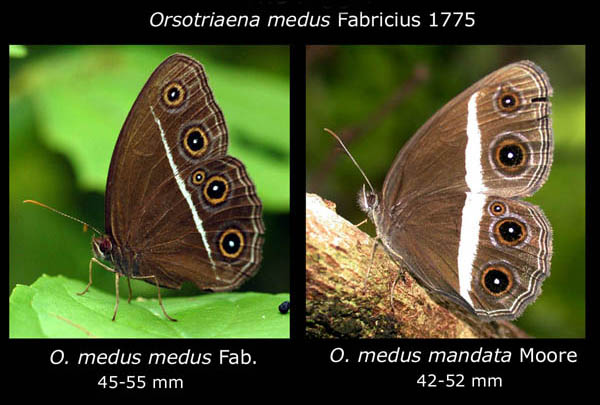
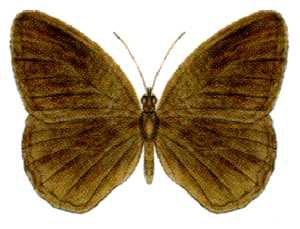
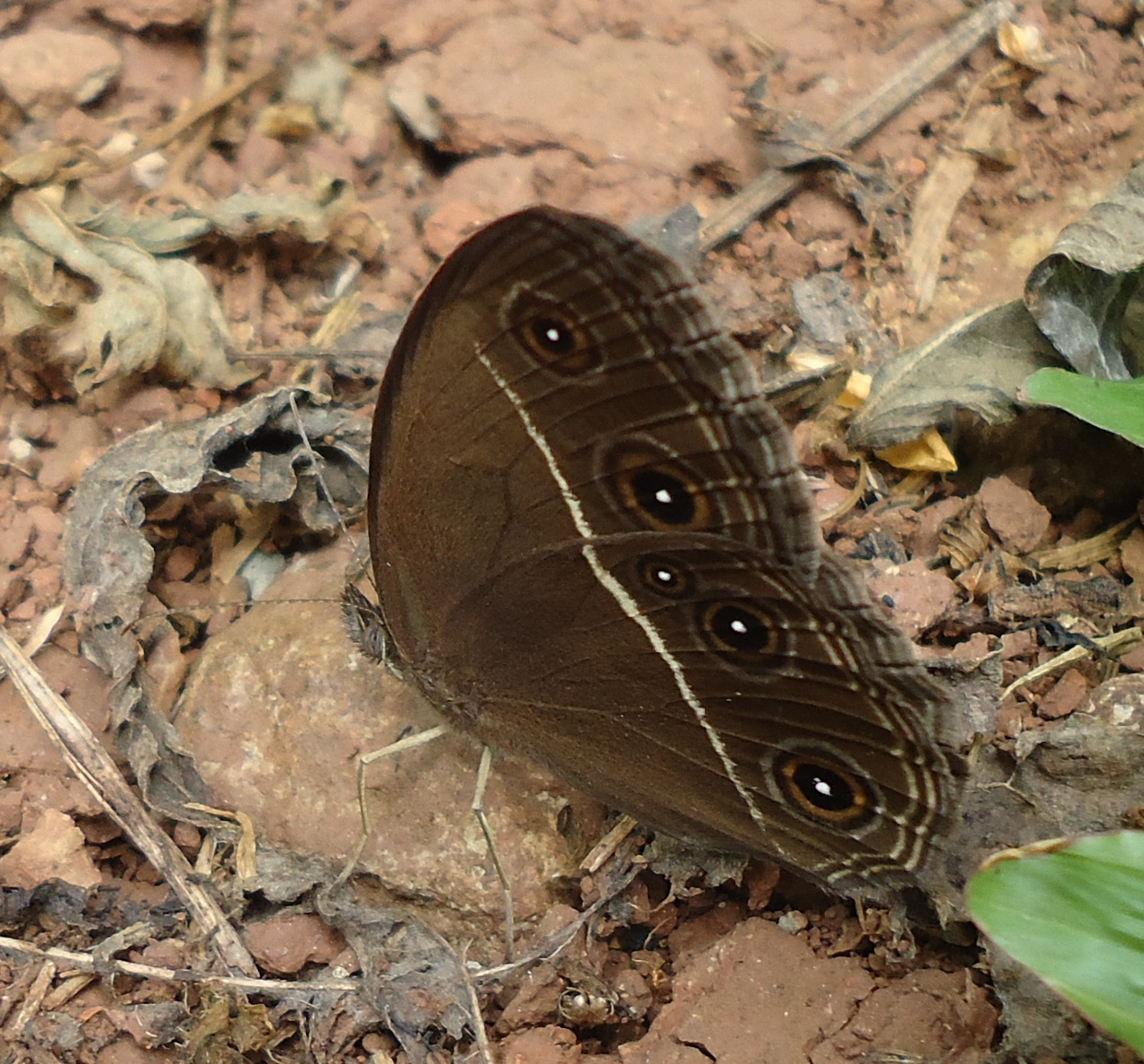
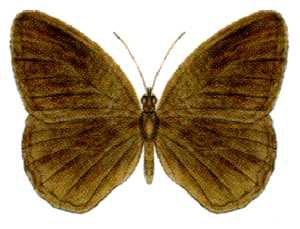